# Mélicourt
Mélicourt is een gemeente in het Franse departement Eure (regio Normandië) en telt 97 inwoners (2009). De plaats maakt deel uit van het arrondissement Bernay.

## Geografie
De oppervlakte van Mélicourt bedraagt 6,2 km², de bevolkingsdichtheid is dus 15,6 inwoners per km².
De onderstaande kaart toont de ligging van Mélicourt met de belangrijkste infrastructuur en aangrenzende gemeenten.

## Demografie
Onderstaande figuur toont het verloop van het inwonertal (bron: INSEE-tellingen).